# Cừu Dunface Scotland
Bản mẫu:Thông tin động vật breed
Các giống cừu Dunface Scotland, Cừu Lông ngắn Scotland Cũ, Cừu mặt trắng Scotland hoặc Cừu mặt xám Scotland là một loại cừu từ Scotland. Nó là một trong những nhóm cừu đuôi ngắn Bắc Âu, và nó có lẽ tương tự như những giống cừu được lưu giữ trên khắp quần đảo Anh trong thời kỳ đồ sắt. Vào giữa thế kỷ XIX, phần lớn cừu giống này đã bị thay thế bởi Cừu mặt đen Scotland và giống cừu Dunface Scotland đã tuyệt chủng trên lục địa Scotland vào cuối thế kỷ XIX. Tuy nhiên, một số loại cừu địa phương của Dunface sống sót trên các đảo xung quanh Scotland, làm phát sinh hoặc đóng góp cho các giống hiện có bao gồm Cừu Shetland, Cừu North Ronaldsay, Cừu Hebridean và Cừu Boreray.

## Lịch sử
Những con cừu được lưu giữ trên khắp quần đảo Anh đến thời kỳ đồ sắt có kích thước nhỏ, có màu sắc và đuôi ngắn. Từ thời La Mã trở đi, chúng được di dời dần dần ở Anh, đầu tiên là những con cừu mặt trắng có đuôi dài hơn, và sau đó là những con cừu sừng dài, mặt đen.
Những con cừu đuôi ngắn thời kỳ đồ sắt sống sót ở vùng cao nguyên Scotland và quần đảo như Dunface, và bởi phần sau của thế kỷ 18 này vẫn là loại cừu duy nhất được tìm thấy trong khu vực đó. Tuy nhiên, trong thế kỷ tiếp theo, Dunface tiếp tục bị thay thế bởi những con cừu đuôi dài: Cừu mặt d09en Scotland và Cừu Cheviot. Cá thể cừu Dunface cuối cùng trên đất liền Scotland được cho là đã chết gần Inverness khoảng năm 1880. Sau đó, hậu duệ của Dunface chỉ sống sót trên những hòn đảo xa xôi (St Kilda, Shetland và Orkney) và là động vật biểu diễn trong công viên.
Cừu Dunface đã phát triển hoặc đóng góp cho một số giống hiện đại.